# Koji-Protein
|  | Dieser Artikel wurde aufgrund von formalen oder inhaltlichen Mängeln in der Qualitätssicherung Biologie im Abschnitt „2025“ zur Verbesserung eingetragen. Dies geschieht, um die Qualität der Biologie-Artikel auf ein akzeptables Niveau zu bringen. Bitte hilf mit, diesen Artikel zu verbessern! Artikel, die nicht signifikant verbessert werden, können gegebenenfalls gelöscht werden. Lies dazu auch die näheren Informationen in den Mindestanforderungen an Biologie-Artikel. Begründung: Quellen fehlen; auch inhaltlich bitte fachkundig drüberschauen. |

Koji‑Protein bezeichnet Biomasse des fadenförmigen Pilzes Aspergillus oryzae, die als alternative Proteinquelle in Lebensmitteln und Food‑Tech‑Anwendungen verwendet wird.

## Herstellung und Fermentation
Koji‑Protein wird typischerweise mittels Fest‑ oder Flüssigfermentation auf landwirtschaftlichen Substraten (z. B. Reis, Soja, Gerste) kultiviert. Das Myzel bildet dichte Matten oder faserige Strukturen, die zu Stücken, Pasten oder Pulver verarbeitet werden können. Während der Fermentation werden Enzyme freigesetzt, die den Umami‑Geschmack fördern und die Verdaulichkeit erhöhen.

## Anwendungen
Koji wird zu faserigen Fleischersatzprodukten verarbeitet, um Fleisch‑ und Meeresfrüchte‑Alternativen herzustellen. Auch in Milchalternativen und Käseersatzprodukten kommt Koji zum Einsatz. Koji wird außerdem genutzt für die Trockenreifung von Fleisch, die Fermentation von Gemüse und die Herstellung veganer Würzmittel.

## Nährstoffe
Koji enthält B‑Vitamine (B1, B2, B3, B6, B12), Biotin, Folsäure, Eisen sowie durch Fermentation erzeugte Enzyme, Aminosäuren und Mineralstoffe.
Als Lebensmittel mit niedrigem glykämischen Index kann es zur Stabilisierung des Blutzucker‑Spiegels beitragen. Darüber hinaus entstehen bioaktive Peptide, Polysaccharide und Glycosylceramide.
Die Fermentierung verbessert auch die Bioverfügbarkeit der Nährstoffe und führt nützliche Verbindungen ein, darunter bioaktive Peptide und Polysaccharide. Diese Verbindungen – zusammen mit Glycosylceramid, einem Bestandteil, der der Verdauung widersteht, aber mit der Darmmikrobiota interagiert – legen nahe, dass Koji eine Rolle bei der Förderung der Darmgesundheit spielen kann, indem er ein gesundes Gleichgewicht der Darmbakterien unterstützt und die Nährstoffaufnahme verbessert.

## Markt und Regulierung
Koji‑Protein besitzt den FDA‑GRAS‑Status in den USA und wird von der EFSA in der EU nicht als neuartig eingestuft. Der globale Markt für Enzyme, einschließlich der aus Koji‑Stämmen, wird auf mehrere Milliarden US-Dollar geschätzt.